# Rowman & Littlefield
Rowman & Littlefield Publishing Group este o editură independentă fondată în 1949. Prin intermediul mai multor mărci, compania oferă cărți științifice și reviste academice, precum și cărți de larg consum. Rowman & Littlefield este cea mai mare editură pe plan mondial în domeniul studiilor muzeale.
Editura deține, de asemenea, două companii de distribuție de cărți, National Book Network cu sediul în Lanham, Maryland, și NBN International cu sediul în Plymouth, Marea Britanie.
Actuala companie s-a format atunci când University Press of America a achiziționat Rowman & Littlefield în 1988 și a luat numele Rowman & Littlefield pentru societatea-mamă. Din 2013, există, de asemenea, o societate afiliată cu sediul în Londra, Marea Britanie numită Rowman & Littlefield International, care este independentă editorial și publică doar cărți academice în domeniul filosofiei, politicii, relațiilor internaționale și studiilor culturale.

## Mărci
- Alban (achiziționată în 2014 de la Alban Institute)[4]
- AltaMira Press (achiziționată în 1999 de la SAGE Publications)
- Ardsley House Publishers, Inc.[5]
- Bernan Press (2008)
- Bonus Books
- Cowley Publications (achiziționată în 2007 de la Societatea Sfântul Ioan Evanghelistul.[6])
- Down East Books (achiziționată în 2013)[7]
- Globe Pequot Press (achiziționată în 2014 de la Morris Communications)[8]
  - Falcon Guides
  - Gooseberry Patch (achiziționată în 2015)[9]
  - Lyons Press
  - TwoDot Books
- Government Institute (achiziționată în 2004)
- Hamilton Books (fondată în 2003)
- Ivan R. Dee, Publisher (achiziționată în 1998)
- Jason Aronson (achiziționată în 2003)
- Lexington Books (achiziționată în 1998)
- M Evans & Co (achiziționată în 2007)[10]
- Newbridge Educational Publishing (achiziționată în 2008 de la Haights Cross)
- Rowman & Littlefield Education sau R&L Education (fosta Technomic Books, achiziționată în 1999)
- Rowman & Littlefield (achiziționată în 1988 de către UPA)
  - Philip Turner Books (înființată în 2009)
- Scarecrow Press (achiziționată în 1995); fondată de către Ralph R. Shaw
- Taylor Trade (achiziționată în 2001)
  - Bridge Works (2000)
  - Cooper Square Press (fondată în 1961 de Rowman & Littlefield, achiziționată în 1988 de către UPA)
  - The Derrydale Press (achiziționată în 1999)
  - Madison Books (fondată în 1985 de către UPA)
  - M. Evans (achiziționată în 2005)
  - Roberts Rinehart (achiziționată în 2000)[11][12]
- Stackpole Books (achiziționată în 2015)[13]
- Sheed & Ward (fondată în 1920 în Londra de către Frank Sheed și soția lui, Maisie Ward, amândoi din mișcarea Acțiunea Catolică; achiziționată în 2002 de la Prests of Sacred Heart)[14]
- SR Books (achiziționată în 2004, de la Scholarly Resources, Inc., din Wilmington, Delaware)
- Sundance Publishing (achiziționată în 2008 de la Haights Cruce)
- University Press of America (fondată în 1975)
- The World Today Series (achiziționată în 2011 de la Stryker-Post Publications)

## Companii de distribuție
- Bucknell University Press
- Fairleigh Dickinson University Press
- Lehigh University Press
- University of Delaware Press
- Smithsonian Institution Scholarly Press
- C&T Publishing

## Legături externe
- Site web oficial